# 千葉県医師会
公益社団法人千葉県医師会（こうえきしゃだんほうじんちばけんいしかい、英称 Chiba Medical Association）は、千葉県知事所管の千葉県の医師を会員とする公益法人。

## 本部所在地
- 千葉県千葉市中央区千葉港7-1

## 地区医師会
- 旭市医師会
- 我孫子市医師会
- 安房医師会
- 市川市医師会
- 市原市医師会
- 印旛市郡医師会
- 浦安市医師会
- 柏市医師会
- 勝浦市夷隅郡医師会
- 香取郡市医師会
- 鎌ヶ谷市医師会
- 君津木更津医師会
- 山武郡市医師会
- 匝瑳医師会
- 千葉市医師会
- 銚子市医師会
- 流山市医師会
- 習志野市医師会
- 野田市医師会
- 船橋市医師会
- 松戸市医師会
- 茂原市長生郡医師会
- 八千代市医師会
- 千葉県庁医師会
- 千葉大学医師会